# Joachim Rumohr
Joachim Rumohr, född 6 augusti 1910 i Hamburg, död 11 februari 1945 i Budapest, var en tysk SS-Brigadeführer och generalmajor i Waffen-SS. Han var siste befälhavare för 8. SS-Kavallerie-Division Florian Geyer.

## Biografi
Rumohr inträdde i NSDAP och SS 1931. År 1938 tjänstgjorde han i SS-Verfügungstruppe, som under andra världskriget fick namnet Das Reich. I april 1944 fick han befälet över Waffen-SS-divisionen 8. SS-Kavallerie-Division Florian Geyer, som han ledde under slaget om Budapest. Rumohr sårades allvarligt vid ett utbrytningsförsök och begick självmord för att inte falla i Röda arméns händer.

## Befordringar
- Sturmführer: 9 november 1933 (Efter de långa knivarnas natt 1934 fick graden benämningen Untersturmführer.)
- Obersturmführer: 9 november 1935
- Hauptsturmführer: 9 november 1938
- Sturmbannführer: 21 juni 1941
- Obersturmbannführer: 9 november 1942
- Standartenführer der Waffen-SS: 20 april 1944
- Oberführer der Waffen-SS: 9 november 1944
- Brigadeführer und Generalmajor der Waffen-SS: 15 januari 1945

### Webbkällor
- Miller, Michael D. & Collins, Gareth. ”SS-Brigadeführer & Generalmajor der Polizei (O–S)” (på engelska). Axis Biographical Research. Arkiverad från originalet den 22 juli 2013. https://www.webcitation.org/6IJJGtjx0?url=http://www.geocities.com/~orion47/SS-POLIZEI/SS-Brigf_O-S.html. Läst 22 juli 2013.